# Транс'європейська сутурна зона

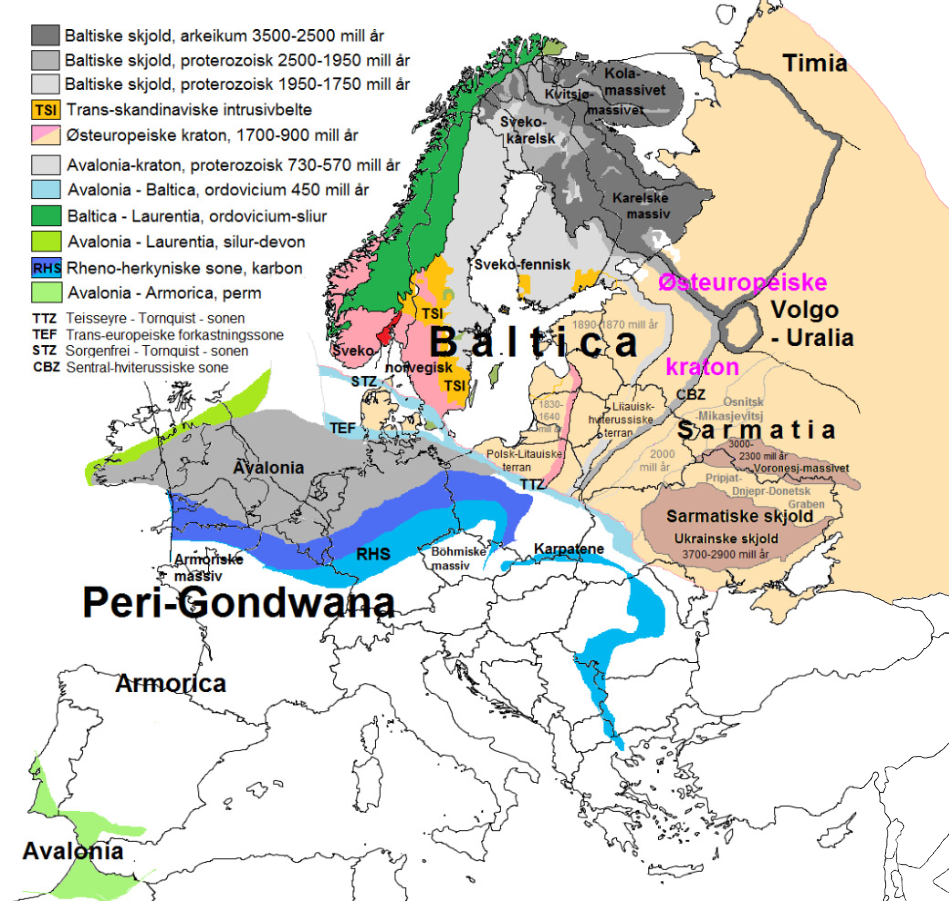
Геологічна мапа Північної Європи. Різні складові Транс'європейської сутурної зони показані вузькою смугою зображеною блакитним кольором між Північним та Чорним морем.

Транс'європейська сутурна зона (TESZ) — межа між докембрійським Східноєвропейським кратоном та фанерозойськими орогенами Південно-Західної Європи. Зона прямує від Північного до Чорного моря. Північно-західна частина зони була створена зіткненням Авалонії та Балтії/Східноєвропейського кратону у пізньому ордовику. Південно-східна частина зони, нині значною мірою прихована глибокими осадовими басейнами, розвинулася внаслідок Варисці́йського та Альпійського орогенезу.
Різні гілки TESZ мають різні назви:
- Лінія Тейсейра — Торнквіста (TTZ), у Польщі та Україні
- Лінія Зоргенфрай — Торнквіста (STZ) через Сконе (Швеція), Каттегат, Північна Ютландія
- Транс'європейський розлом(TEF), Сутура Тор — Торнквіста через Південну Данію.
- STZ та TEF утворюють віяло Торнквіста[1][2][3][4]

## Віяло Торнквіста
Оскільки південно-східна частина TESZ (Лінія Тейсейра — Торнквіста) є відносно добре обмеженою, північно-західна частина має поділ на численні шви та розломи, які прямують з напрямку Північного моря та сутури Япет, яка прямує між Скандинавськими та Шотландськими каледоніди. Має такі лінійні ознаки (відсортовані з північного сходу):
- Гранична зона Фенноскандія (Fennoscandian Border Zone, FBZ) — Скаген та Каттегат.
- Лінія Зоргенфрай — Торнквіста (Sorgenfrei-Tornquist Zone, STZ), включаючи багато паралельних горстів у Сконе (наприклад, Линдередсосен[en] і Седеросесен[en]). Ця зона зазнала розширення в юрському періоді. У поєднанні з цією подією в Центральній Сконе[en] виникли численні моногенетичні вулкани[en].[5]
- Височина Рингкобінг-Фюн (Ringkøbing-Fyn High, RFH)
- Каледонський деформаційний фронт (Caledonian Deformation Front, CDF)
- Транс'європейський розлом (Trans-European Fault, TEF)

Поверхня Мохоровичича під віялом Торнквіста має потужну топографію з глибинами, що змінюються між 26 і 48 км. TESZ почав формуватися під час каледонської орогенії як мікроконтинент або ряд террейнів авалонського походження, об'єднаних з Балтією. Вважають, що розломи продовжували формуватися до пізнього палеозою.

## Лінія Тейсейра — Торнквіста
Лінія Тейсейра — Торнквіста, прямує від Померанії на Балтійському морі до Добруджі на Чорному морі, відома насамперед з геофізичних досліджень. Моделі сейсмічних даних і гравітації дозволяють порівняти товщину кори, від 28–35 км до поверхні Мохоровичича на захід від сутури і 42–47 км на схід від неї. Вважають, що сутура похована під товстими верхніми палеозойськими та мезозойськими відкладеннями та розташована далі на захід, ніж зазначено історичними поверхневими спостереженнями.